# Coy, Arkansas
Coy là một thị trấn thuộc quận Lonoke, tiểu bang Arkansas, Hoa Kỳ. Năm 2010, dân số của thị trấn này là 96 người.

## Dân số
- Dân số năm 2000: 116 người.
- Dân số năm 2010: 96 người.